# Raymond van Barneveld
 (février 2020).
Raymond van Barneveld (né le 20 avril 1967 à La Haye) est un joueur néerlandais professionnel de fléchettes. Il est l'un des trois seuls joueurs à avoir remporté cinq titres de champion du monde, circuits BDO et PDC confondus. Il remporte également d'autres tournois majeurs comme l'UK Open (en), le Grand Slam of Darts (en) et la Premier League. Il occupe la place de numéro un mondial de janvier à juin 2008. Il est naturellement gaucher mais joue de la main droite.
En novembre 2018, il annonce son intention de prendre sa retraite à l'issue du championnat du monde 2020. En mars 2019, après une défaite 7-1 pour son dernier match de Premier League face à son compatriote Michael van Gerwen, il annonce prendre sa retraite avec effet immédiat, avant de revenir sur sa décision le lendemain et de s'en tenir à son plan initial. Il est éliminé dès le premier tour du championnat du monde 2020. Il annonce son retour sur le circuit le 23 septembre 2020.
En 2020, il est candidat de Het Perfecte Plaatje.